# 伊格爾港 (密歇根州)
伊格爾港（英語：Eagle Harbor）是位於美國密歇根州基威諾縣伊格爾港鎮區的一個普查規定居民點。

## 人口
根據2020年美國人口普查的數據，伊格爾港的面積為5.33平方千米，當中陸地面積為4.67平方千米，而水域面積為0.66平方千米。當地共有人口69人，而人口密度為每平方千米12.95人。